# Língua yang zhuang
Yang Zhuang é uma língua Tai falada no sudoeste de Guangxi, China, nos municípios de Napo, Jingxi e Debao.
[Li Jinfang (1999) sugere que o povo Yang Zhuang falava originalmente a língua Buyang e mais tarde foi assimilado com outras pessoas que falavam o Tai

## Geografia
Os dialetos de Zhuang apresentados nos almanaques do condado de Jingxi, Debao e Napo estão listados abaixo. Essa região também é conhecida como a área "Dejing" 德靖. Todos os nomes e estatísticas são dos almanaques do condado local (县志), conforme citados por Jackson (2012). Observe que essas divisões geralmente são étnicas e não geográficas. Assim, alguns povos "Yang" podem realmente falar dialetos não-Yang Zhuang e vice-versa. Jackson (2011) mostra que a maioria dos dialetos Yang realmente formam um subgrupo distinto contra Fu (também mostrado como um subgrupo distinto) e Nong

## Escrita
O Yang Zhuang não tem uma escrita padrão, porém, histórias tradicionais do Yang Zhuang foram escritas desde a dinastia Han (206 aC-220 dC com uma versão própria dos caracteres chineses de nome Sloey Ndep. A escrita Nushu também é usado, mas só  mulheres.
Lyáawh Háanh-Poh (廖漢波), estudioso da língua e um estidante de nome Sampson Lee desenvolveram uma escrita com alfabeto latino para o Yang Zhuang de Hong Kong

### Escrita latina
A complexa forma de escrita latina para Yang Zhuang é própria para monossílabos e se compõe de; 
- 63 Consoantes e grupos consonantais de 2 ou 3 consoantes – para palavras da língua
- 11 grupos consonantais de 2 ou 3 consoantes – para palavras originárias do Mandarim
- 133 “rimas”, vogais, ditongos ou tritongos seguidos ou não de consoantes finais;

Essa escrita marca os tons por acento agudo (á) ou acento grave (à)

## Variedades
Variantes com vários nomes incluem:
- Yang  em Jingxi /  'Nongshun 农 顺em Napo
- Fu 府 em Jingxi / Lang 狼 em Debao / Nongfu 农 府'’'em Napo
- Zuozhou in 州 'em Jingxi /'  Zhazhou 炸 州  em Napo

### Jingxi
Abaixo estão os vários dialetos Zhuang de Jingxi. Os s com os quais a maioria dos dialetos mora também são dados. Somente "Yang 仰" corresponde a Yang Zhuang.
- 'Yang: : [2] 371.892; tudo s

Zong: 75.957; Ande Nan, Nanpo San 乡, Sanhe 三合, Guole 果 乐
- Long'an( Nong'an 侬 安 ): 26.102; Quyang 镇 洋 镇, Sanhe, Bameng, Dadao Long, Longlin 龙 临 镇
- 'Zuozhou: 州: [3] 27.011; Xinxu D, Dadao Long, Longlin 荣 临 Lud, Ronglao Lud 劳, Ludong 禄 峒
- Rui / Yei: 11,304; Kuixiu, Bameng

Sheng: 14.718; Kuixiu, Nanpo.*Fu 府: 1,146 ; Bameng 巴蒙, Dadao 大道
- Total: 528.130

### Debao
Os dialetos de Zhuang de Debao são:
- Lang 话 话 [4]: 255.000 em todos os s
- Min 敏 话: 17.000 em Fuping, perto de Napo
- 'Nong Zhuang 侬 话' 
  - Nong Zhuang 话 话 (Sul)' ': 17.000 em Ma'ai 隘 隘, Du'an 都 安 e 4 vilas em Dongguan 东 关
  - Nong Zhuang 话 话 (Norte - Baise): 34.000 em Dongling 凌 凌 e Puxu 朴 圩
  - Nong Zhuang 侬 话 (Norte - Tiandong): 17.000 em Longsang 隆桑
- Total: 340.000

### Napo
Os dialetos Yang de Napo são:
- Yangzhou: 州: 41 vilas
- Yangdong: 垌: 100 vilas
- Yanggai 央 改: 3 vilas
- Yangwu 央 伍 ( Yangniao 央 鸟 ): 24 vilas
- Yangtai 央 台: 22 vilas
- Yangwo 央 窝
- Yanglong 央 龙
- Yangyin 央 音'
- Yangjie 央 介
- 'Yangnan 央 南

Os dialetos não-Yang e suas distribuições em Napo são:
- Min 敏 话: todos
- Dong 峒 话
- 'Nong 农 话' 
  - Nongshun 顺 顺': [5] Longhe 龙 合
  - 'Nongfu: 府' : Chengxiang 城厢
- 'Bunong 侬 侬': [6] Baidu 都 都, Baisheng 百 省
- Rui / Yei:: Longhe 龙 合
- Ao 嗷: Chengxiang 城厢
- 'Sheng:' : Pingmeng 平 孟
- Jue:: Chengxiang 城厢
- Yong 拥
- Long'an 隆安: Longhe 合 合, Baidu 都 都, Chengxiang 城厢
- Zhazhou 炸 州:[7] Longhe  龙合

## Amostra de texto
Long joong kin kháw ngyang lum thòw, Cengh-sênh kwey qyòw moy lhaay-lhaay, Nhin lèe hat yaay hóy, slak gòw, Són kháw tháw ròw nhin kwà daay